# Mentat
I mentat sono personaggi immaginari del Ciclo di Dune di Frank Herbert e de Il preludio a Dune di Brian Herbert e Kevin J. Anderson.

## Descrizione
Terminato il Jihad Butleriano, la grande rivolta contro le macchine pensanti che per lungo tempo hanno dominato la Galassia, gli uomini proibiscono per sempre la fabbricazione e l'impiego di ogni forma di computer e, più in generale, di qualunque macchina somigliante a una mente umana, preferendo una tecnologia avanzata ma dipendente dalla volontà umana.
Sebbene l'odio per le macchine sia animato da una grande fede verso Dio e dal concetto di somiglianza tra Lui e gli uomini, al punto che la Bibbia Cattolica Orangista proibisce ogni ritorno al passato, molto presto la società comincia a risentire della mancanza dei calcolatori, e i maggiori sapienti della Galassia vengono chiamati a trovare una soluzione. Dopo lunghe e attente considerazioni, essi pensano di sostituire i computer con l'Ordine dei Mentat, una classe di cittadini addestrati al supremo potenziamento delle capacità mentali, raggiungendo prestazioni paragonabili a quelle delle macchine proibite. A differenza dei computer, però, i mentat non si limitano a eseguire calcoli, poiché il loro cervello è addestrato a raccogliere un'enorme quantità di dati che vengono filtrati e riordinati attraverso abilità cognitive e percettive superiori: il risultato non è un semplice sillogismo ma una serie di percorsi flessibili, eventualmente influenzati da ulteriori dati raccolti nel frattempo. Questa tecnica è definita «mente ingenua», in quanto priva di preconcetti e pregiudizi.
Ogni mentat affronta un lungo e intenso addestramento che lo porta a sviluppare una grande abilità di percezione e analisi dei dati, di deduzione, memoria, calcolo e rapidità di operazione. In tal modo può formulare intricate ipotesi, impossibili alla logica comune. Le sue intuizioni rasentano spesso la preveggenza, e sono comunemente equanimi e imparziali. La prima parte dell'addestramento incomincia nell'infanzia, e si tiene a livello inconscio. In età adulta il candidato viene informato apertamente dei progressi raggiunti, e gli viene data la possibilità di scegliere se proseguire o sospendere la preparazione. Nella storia galattica non si hanno notizie di possibili mentat che abbiano cessato volontariamente l'addestramento, ma di alcuni che non l'hanno invece saputo concludere. Prima di procedere con le elaborazioni, i mentat pienamente ordinati sono soliti sorseggiare una speciale sostanza, il succo di Sapho, che aumenta le loro capacità e dona alle loro labbra un colore purpureo.
Spesso soprannominati «Computer umani» e visti come l'incarnazione di una logica fredda e non umana, a dispetto del loro intenso addestramento risultano comunque molto diversi dalle intelligenze artificiali: sono infatti ancora dotati di emozioni, e rimangono soggetti al fallimento e al depistaggio. Le inimicizie personali possono pertanto portarli a sospettare delle persone sbagliate, distogliendo l'attenzione da chi costituisce il vero pericolo.
Con la nascita dell'Impero della Casa Corrino e del Landsraad, i mentat diventano maestri delle tattiche della Guerra di Assassini e strumenti insostituibili per l'imperatore e i signori feudali, per conto dei quali tengono la contabilità, gestiscono le difese dinastiche, si occupano dell'assegnazione del personale, e fungono da garanti della sicurezza. Vengono utilizzati anche per accertare le intenzioni delle persone sospette o di chi per la prima volta propone un'alleanza. Tra i mentat meglio addestrati vi è Thufir Hawat, Computer umano dotato di un'educazione classica e completa al servizio della Casa Atreides di Caladan.
I mentat guardano con sospetto e disapprovazione le misteriose Bene Gesserit, e nei secoli i migliori tra loro hanno spesso tentato di scoprire i loro oscuri segreti, senza però giungere ad alcun risultato.

## Mentat Distorti
I Tleilaxu, popolo di esperti genetisti soggetti a un generale disprezzo nel Trono del Leone d'Oro, sui loro pianeti creano molti ghola allo scopo di farne «mentat distorti», una linea di Computer umani dalle abilità potenziate da varie miscele di droghe e Melange di Arrakis. L'addestramento dei mentat distorti è condotto da alcuni mentat rinnegati, e una volta pronti sono comunemente usati per fini indegni e pericolosi. Uno dei più celebri mentat distorti è Piter de Vries, legato agli Harkonnen di Giedi Primo.